# 後勤區

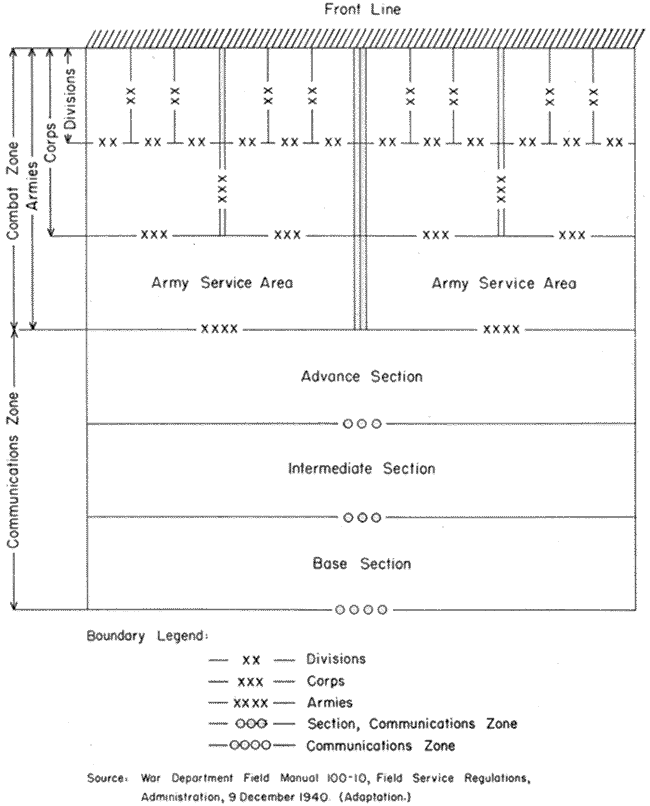
第12章- 典型的戰區組織，依戰爭部之教導想定，1940年。

後勤區（英語：Communications zone）為美國陸軍和北約的軍事術語，為戰區的後方區域，緊臨於戰地。其內包含通訊線路、運補和疏散用設施、及其他用以直接支援和維護野戰部隊的機構。

## 歐洲戰區後勤區
歐洲戰區後勤區(Com-Z-ETO)始建於1942年5月3日，作為第二次世界大戰歐洲戰場美國陸軍後勤服務(SOS-ETO)之分支，用以加強武器、燃料、和補給。SOS總指揮官布里恩·薩默維爾中將在向陸軍參謀長喬治·馬歇爾將軍的報告中建議，將SOS-ETO交由當時駐紮在德克薩斯州的第2步兵師指揮官李約翰(John Clifford Hodges Lee)少將指揮。在第一次世界大戰期間，薩默維爾曾是其第89步兵師轄下一員。在接獲馬歇爾將軍交付任務後，李將軍即在華盛頓待了兩週以徵才，兼為博萊羅行動(Operation Bolero)在英國找人找物資。相關工作持續進行，成為攻略北非、西西里島、義大利和法國西部時的後援。在D日（1944年6月6日）之後，由於戰區內已經打成一團，難分前後方，SOS-ETO被廢止，其後改組為Com-Z-ETO。二戰期間，李將軍所指揮的是美國境外最大的單一部隊。截至1945年5月8日歐洲勝利日為止，該部向歐洲大陸運送了4,100萬噸以上的武器、燃料和其他物資。德國投降後數日，Com-Z再次更名為歐洲戰區戰區勤務隊(TSF/ET)，沿襲既有的指揮層級和整體架構。其首要任務是向太平洋戰區(PTO) 運送作戰物資和部隊以應原定要於1945年9月攻進日本本土的兩棲作戰，一直到1945年8月原子彈爆炸後戰爭結束為止。再來的主要任務是載送為數約三百萬的美國大兵回國；保護數以百萬計的武器；拆卸或銷毀大量的庫存軍械；恢復基礎設施；並在飽受摧殘的歐陸為數百萬流離失所的軍民提供食物和交通。從頭到尾全都由李將軍主掌。

## 韓後勤區
韓後勤區縮寫為KComZ或KCOMZ，於韓戰期間由美國軍方運作。

## 參閱
1. ↑  .   [2010-04-11]. （原始内容存档于2010-01-05）.
2. ↑  .   [2010-04-11]. （原始内容存档于2020-02-03）.

## 進階讀物
Logistics Matters and the U.S. Army in Occupied Germany, 1945-1949, By Lee Kruger, Springer Publishing, 2017